# Richard Schmitz (Hotelier)
Richard Schmitz (* 9. Juni 1937 in Wülscheid) ist ein deutscher Hotelier.

## Leben und Wirken
Richard Schmitz wuchs auf einem Bauernhof auf. Er absolvierte eine Konditorlehre in Köln, arbeitete als Koch im Bundesgästehaus auf dem Petersberg und erlangte ein Diplom der Hotelfachschule Lausanne. Danach arbeitete er von 1963 bis 1964 als Rezeptionist im Hotel Ritz in London, als Bankettkellner in mehreren anderen Hotels in London und im Hotel Le Bristol in Paris. 1964 bis 1966 war er Empfangsherr im Dom-Hotel Köln und danach Assistant Manager in Hotels in Zürich.
1968 wurde er Zweiter Direktor, 1970 Erster Direktor und 1973 Geschäftsführender Direktor von Brenners Park-Hotel & Spa in Baden-Baden und blieb bis 2000 in dieser Position. Er war über dreißig Jahre Vizepräsident der Industrie- und Handelskammer Karlsruhe und Vorsitzender des Hotel- und Gaststättenverbandes Baden-Baden. Er war Mitbegründer des Deutsch-Russischen Wirtschaftsforums der IHK Karlsruhe.
Seine Erfahrungen und Erlebnisse legte er 2007 in dem Buch Für den Glanz in den Augen: Mein Leben unter fünf Sternen nieder. 
Richard Schmitz gehörte 2014 zu den Gründungsmitgliedern der Wählerinitiative „Freie Bürger für Baden-Baden“. Er ist seit 1964 mit Edith Riccarda geb. Juon verheiratet und Vater von drei Söhnen.

## Auszeichnungen
- 1992: Karl-Friedrich-Nebenius-Medaille der IHK Karlsruhe in Silber[3]
- 1997: Ehrenmedaille der Stadt Baden-Baden in Silber
- 1997: Paul Harris Fellow der International Rotary Association
- 1998: Bundesverdienstkreuz am Bande[1]
- 2000: Ehrenpreis „Euro Crystal Globe“ des Europäischen Wirtschaftsinstituts
- 2000: Wirtschaftsmedaille des Landes Baden-Württemberg in Gold
- 2013: Karl-Friedrich-Nebenius-Medaille der IHK Karlsruhe in Gold[4]
- 2013: Ehrenmitglied der Vollversammlung der IHK Karlsruhe[5]
- Ehrenmitglied des Präsidiums der IHK Karlsruhe[6]
- 2015: Bundesverdienstkreuz 1. Klasse[7]

## Schriften
- Für den Glanz in den Augen: Mein Leben unter fünf Sternen. Hrsg. Thomas Lindemann. Bearbeitung Birgit Cremers-Schiemann. Info, Karlsruhe 2007, ISBN 978-3-88190-476-6.